# Nikita Wassiljewitsch Melnikow
Nikita Wassiljewitsch Melnikow (russisch Никита Васильевич Мельников; * 27. Juni 1987 in Schachty, Oblast Rostow) ist ein russischer Ringer. Er wurde 2013 Weltmeister im griechisch-römischen Stil im Halbschwergewicht.

## Werdegang
Nikolai Melnikow begann als Jugendlicher 1994 mit dem Ringen. Er konzentriert sich dabei auf den griechisch-römischen Stil. Er ist Student und trainiert in einem Trainingszentrum in Krasnojarsk. Seine Trainer waren bzw. sind Michail Gamsin und Anatoli Strelnikow. Bei einer Größe ringt er als Erwachsener im Halbschwergewicht, der Gewichtsklasse bis 96 kg Körpergewicht.
Sein Debüt auf der internationalen Ringermatte gab er im Jahre 2004, als er sich bei der Junioren-Europameisterschaft (Cadets) den Titel in der Gewichtsklasse bis 76 kg vor Christo Marinow aus Bulgarien holte. Sein nächster Start bei einer internationalen Meisterschaft war dann erst im Jahre 2007. Er gewann dabei in Belgrad bei der Junioren-Europameisterschaft im Halbschwergewicht den Titel vor Mehmet Karim Aras aus Deutschland und Oleg Kryoka aus der Ukraine. Bei der Junioren-Weltmeisterschaft des gleichen Jahres in Peking kam er mit drei Siegen und Niederlagen gegen Ahmet Tacyldiz aus der Türkei und Oleg Kryoko auf den 5. Platz.
2008 und 2009 blieben für ihn größere Erfolge aus. 2010 wurde er dann erstmals russischer Meister im Halbschwergewicht. Diesen Titel gewann er auch 2011 und 2013, während er 2012 den 2. Platz belegte. Trotz dieser Erfolge auf nationaler Erbene kam er auf der internationalen Ringermatte zwar zu vielen Einsätzen bei bedeutenden Turnieren und bei der Universitäten-Weltmeisterschaft 2012, bei der er vor Ahmet Tacyldiz siegte, aber zu keinen Einsätzen bei den Olympischen Spielen, Welt- oder Europameisterschaften.
Erst im Jahre 2013 wurde er bei der Europameisterschaft in Tiflis eingesetzt. Er siegte dort im Halbschwergewicht zunächst über den Ex-Weltmeister Balasz Kiss aus Ungarn, unterlag aber bereits in seinem nächsten Kampf gegen Cenk İldem aus der Türkei knapp nach Punkten (1:2 Runden, 2:3 Punkte). Da dieser die Endrunde nicht erreichte, schied er aus und kam nur auf den 8. Platz. Im Juli 2013 wurde er vom russischen Ringerverband, gewissermaßen zur Generalprobe auf die Weltmeisterschaften, bei der Universiade in Kasan eingesetzt. Dort war er in hervorragender Form und besiegte im Endkampf den Silbermedaillengewinner von den Olympischen Spielen 2012 Artur Aleksanjan aus Armenien. Diese gute Form hatte Nikita Melnikow dann auch bei der Weltmeisterschaft in Budapest. Er besiegte dort Daigoro Timoncini, Italien, Melonin Noumonvi, Frankreich, Timo Antero Kallio, Finnland, Norikatsu Saikawa, Japan, Schalwa Gadabadse, Georgien und erneut Artur Aleksanjan und wurde so in überlegenem Stil neuer Weltmeister.
Im Januar 2014 verlor Nikita Melnikow im Finale des bedeutenden "Iwan-Poddubny"-Grand Prix in Tjumen in der neuen Gewichtsklasse bis 98 kg gegen Musa Jewlojew, Russland, der daraufhin auch bei der Europameisterschaft in Vantaa/Finnland eingesetzt wurde. Im Mai 2014 stand Nikita Melnikow aber beim Welt-Cup in Teheran, einem Mannschaftswettbewerb, der vom Iran gewonnen wurde, in der russischen Mannschaft. Er wurde dreimal eingesetzt und siegte über Suleyman Demirci, Türkei, verlor aber gegen Balasz Kiss aus Ungarn und gegen Mehdi Aliyari aus dem Iran.

## Internationale Erfolge
| Jahr | Platz | Wettbewerb                                   | Gewichtsklasse | Ergebnisse |
| 2004 | 1.    | Junioren-EM (Cadets)                         | bis 76 kg      | vor Christo Marinow, Bulgarien und Richard Dajka, Ungarn |
| 2007 | 1.    | Junioren-EM in Belgrad                       | Halbschwer     | vor Mehmet Kasim Aras, Deutschland und Oleg Kryoka, Ukraine |
| 2007 | 5.    | Junioren-WM in Peking                        | Halbschwer     | nach einem Sieg über Anatoli Moldovan, Moldawien, einer Niederlage gegen Ahmet Tacyldiz, Türkei, einem Sieg über Bronislaw Scharowezki, Israel und einer Niederlage gegen Oleg Kryoko |
| 2010 | 5.    | "Iwan-Poddubny"-Memorial in Tjumen           | Halbschwer     | hinter Rustam Totrow, Russland, Assat Mambetow, Kasachstan, Wassili Teplouchow und Maxim Safarjan, beide Russland                                                                     |
| 2011 | 3.    | "Iwan-Poddubny"-Memorial in Tjumen           | Halbschwer     | hinter Rustam Totrow und Arthur Schahbanow, Russland, gemeinsam mit Aslanbek Chuschtow, Russland                                                                                      |
| 2011 | 1.    | Großer Preis von Slowenien in Murska Sobota  | Halbschwer     | vor Justin Ruiz und Robert Smith, beide USA |
| 2011 | 3.    | "Wladyslaw-Pytlasinski"-Memorial in Radom    | Halbschwer     | hinter Rustam Totrow und Timofei Dseinitschenko, Weißrussland |
| 2011 | 1.    | "Moscow Lights"                              | Halbschwer     | vor Rustam Totrow, Aras Hasanow, Aserbaidschan und Elis Guri, Bulgarien |
| 2012 | 2.    | "Iwan-Poddubny"-Memorial in Tjumen           | Halbschwer     | hinter Rustam Totrow, vor Ardo Arusaar, Estland und Kerim Dschansujew, Russland |
| 2012 | 12.   | Welt-Cup in Saransk                          | Halbschwer     | Sieger: Schalwa Gadabadse, Georgien vor Györgi Rizmajer, Ungarn |
| 2012 | 1.    | Azovmash-Cup in Mariupol/Ukraine             | Halbschwer     | vor Witalo Roganin, Russland, Nazmi Avluca, Türkei und Jimmy Lidberg, Schweden |
| 2012 | 1.    | Universitäten-WM in Kuortane/Finnland        | Halbschwer     | vor Ahmet Tacyldiz, Wladimir Teslenko, Ukraine und Robert Papp, Rumänien |
| 2012 | 2.    | "Moscow Lights"                              | Halbschwer     | hinter Konstantin Efimow, Russland, vor Aras Hasanow und Sergei Rutenko, Ukraine |
| 2012 | 1.    | Cup des Präsidenten von Kasachstan in Astana | Halbschwer     | vor Erulan Iskakow, Kasachstan, Artur Schahbanow und Serab Grigorjan, beide Russland                                                                                                  |
| 2013 | 1.    | "Iwan-Poddubny"-Memorial in Tjumen           | Halbschwer     | vor Musa Ewlojew, Konstantin Efimow und Daniil Ontur, alle Russland |
| 2013 | 3.    | Welt-Cup in Teheran                          | Halbschwer     | hinter Sargis Tonojan, Armenien und Cenk İldem, Türkei |
| 2013 | 8.    | EM in Tiflis                                 | Halbschwer     | nach einem Sieg über Balasz Kiss, Ungarn und einer Niederlage gegen Cenk Ildem |
| 2013 | 1.    | Universiade in Kasan                         | Halbschwer     | vor Artur Aleksanjan, Armenien, Michail Kadschaia, Georgien und Mahdi Aliyari Feyzabadi, Iran                                                                                         |
| 2013 | 1.    | WM in Budapest                               | Halbschwer     | nach Siegen über Daigoro Timoncini, Italien, Melonin Noumonvi, Frankreich, Timo Antero Kallio, Finnland, Norikatsu Saikawa, Japan, Schalwa Gadabadse, Georgien und Artur Aleksanjan   |
| 2013 | 1.    | Copa Brasil in Rio de Janeiro                | Halbschwer     | vor Musa Ewjojew, Russland, Iwan Burtukow, Argentinien und Alan Chugajew, Russland |
| 2014 | 2.    | "Iwan-Poddubny"-Memorial in Tjumen           | bis 98 kg      | hinter Musa Ewjolew, vor Alexander Grabowik, Weißrussland und Saur Kodojew, Russland                                                                                                  |

## Russische Meisterschaften
| Jahr | Platz | Gewichtsklasse | Ergebnisse                                                     |
| 2010 | 1.    | Halbschwer     | vor Wassili Teplouchow, Arthur Schahbanow und Witali Roganin   |
| 2011 | 1.    | Halbschwer     | vor Rustam Totrow, Konstantin Efimow und Aslanbek Chuschtow    |
| 2012 | 2.    | Halbschwer     | hinter Rustam Totrow, vor Konstantin Efimow und Maxim Safarjan |
| 2013 | 1.    | Halbschwer     | vor Rustam Totrow, Arthur Schahbanow und Islam Magomedow       |

Erläuterungen
- alle Wettkämpfe im griechisch-römischen Stil
- WM = Weltmeisterschaft, EM = Europameisterschaft
- Halbschwergewicht, Gewichtsklasse bis 96 kg Körpergewicht (bis 31. Dezember 2013, seit 1. Januar 2014 gilt eine neue Gewichtsklasseneinteilung durch den Ringer-Weltverband FILA)